# بلح البحر المحروث
بلح البحر المحروث (الاسم العلمي:Mytilus exaratus) هو نوع من الحيوانات يتبع جنس بلح البحر من فصيلة بلحيات البحر البحرية.